# Nelly Furtado
Nelly Kim Furtado (Victoria (Canada), 2 december 1978) is een Portugees-Canadese popzangeres.

## Biografie
Nelly Furtado werd in Canada geboren als een van de drie kinderen van Portugese ouders (genaamd Maria Manuela en Antonio Jose Furtado), die oorspronkelijk van de Azoren afkomstig waren. Op 9-jarige leeftijd leerde ze trombone en ukelele spelen en twee jaar later keyboard. Op haar dertiende componeerde ze haar eerste liedjes. Daarop vormde ze een triphopgroep genaamd Nelstar, waarmee ze acht keer speelde op de "Lilith Fair", een tournee voor vrouwelijke artiesten eind jaren negentig.

### 1999–2002: Doorbraak (Whoa, Nelly)
Nelly Furtado trad op in de nachtclub Lee's Palace in Toronto, toen ze Gerald Eaton van de groep The Philosopher Kings ontmoette. Hij was onder de indruk en liet Furtado een platencontract tekenen bij DreamWorks Records in 1999. Het debuutalbum Whoa, Nelly! volgde al snel, in 2000. Dit resulteerde in drie grote singles: I'm Like a Bird, Turn Off the Light en ...on the Radio (Remember the Days). Het album ging wereldwijd zes miljoen keer over de toonbank en de leadsingle I'm Like a Bird won een Grammy Award voor "Best Female Pop Vocal Performance".
Haar stijl, ooit omschreven als een kruising tussen Macy Gray en Ivana Santilli, omvat popmuziek, triphop, bossanova, soul, r&b, hiphop en folk. Deze stijl is een resultaat van haar drang om verder te gaan dan de soorten muziek die haar altijd al geraakt hadden. Ze heeft onder andere Cornershop en Beck genoemd als invloeden op haar muziek. Nelly Furtado spreekt en zingt vloeiend Engels, Portugees en Spaans.

### 2003–2005: Comeback (Folklore)
Folklore, het tweede album, kwam uit eind november 2003. Dit betekende een comeback voor de zangeres, want vrijwel elke uitgebrachte single werd een hit: Powerless (Say What You Want), Try, Força en Explode werden uitgebracht op single. Het album verkocht ook dit keer goed met 1,4 miljoen verkochte exemplaren wereldwijd. Dit maakte Furtado duidelijk dat ze zeker nog door kon gaan, in tegenstelling tot haar verwachtingen bij haar eerste album. Ze dacht namelijk dat het bij slechts één schamele hit zou blijven, maar niets bleek minder waar.
Het nummer Força werd uitgekozen als het officiële themanummer van het EK 2004 in Portugal. Tijdens de finale van het EK bracht ze dit lied zelf in het stadion ten gehore. Het nummer The Grass is Green werd alleen uitgebracht in Duitsland en Brazilië en verwierf daarom ook maar weinig bekendheid.

### 2006–2008: Nieuwe sound (Loose)

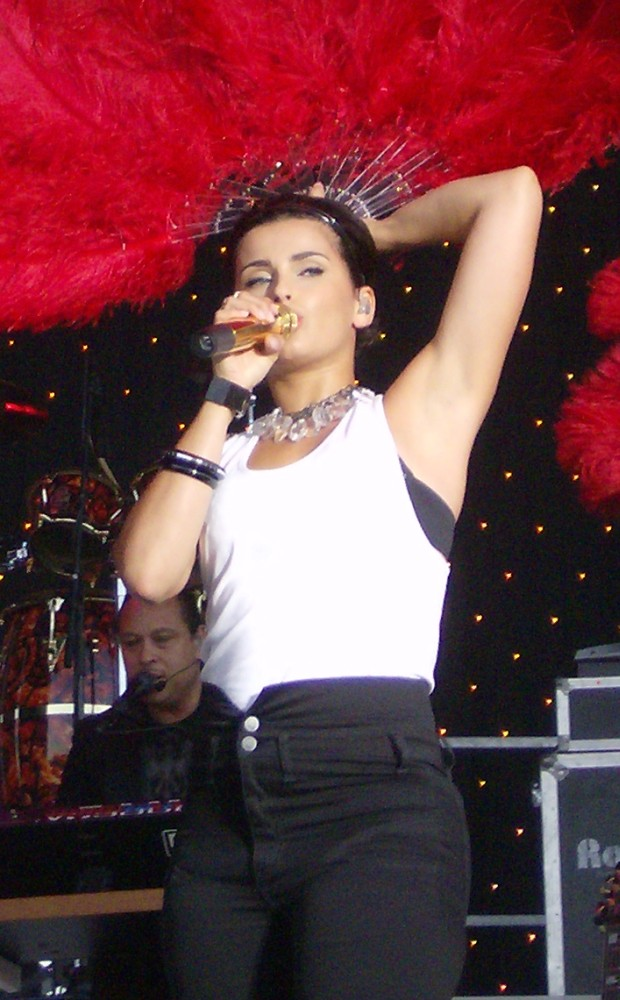
Nelly Furtado tijdens een concert in Amsterdam in 2008

Het door Timbaland geproduceerde Loose, haar derde album dat op 12 juni 2006 wereldwijd uitkwam (met uitzondering van de Verenigde Staten), had een primeur: nooit eerder was een album verschenen waarbij drie singles op de eerste plaats binnenkwamen op de charts. Het nummer No Hay Igual deed als debuutsingle haar intrede in Mexico en Latijns-Amerika. Promiscuous deed dit in de Verenigde Staten en Maneater in Europa en Azië. Furtado liet met dit album een heel andere sound horen. Neigden de eerste twee albums toch meer naar de pop- en folkmuziek, Loose had een hiphopkarakter. Ook in de muziekclips van de nummers van haar nieuwe album was dat duidelijk te merken.
Furtado speelde in 2006 op het Pinkpop-festival. Voor haar tour kwam ze ook naar Europa. Op 13 maart stond ze in de Heineken Music Hall in Amsterdam.
Met haar single All Good Things (Come to an End) behaalde ze haar eerste nummer 1-hit in de Nederlandse Top 40. In week 6 van 2007 kwam ze na negen weken op de eerste plaats van de Top 40 terecht. Ze moest eerst U2, XYP en Nienke voor zich dulden. Toen die platen op nummer 1 stonden stond Nelly Furtado al wel op de eerste plaats van de Single Top 100 en de Mega Top 50. All Good Things (Come to an End) is geschreven in samenwerking met de leadzanger van Coldplay, Chris Martin. Het nummer zou tot stand zijn gekomen toen Furtado en Martin afscheid van elkaar namen. Furtado zou hebben gezegd: "Why do all good jams come to an end?" In Italië werd een versie van dit lied van Furtado in samenwerking met de Italiaanse band Zero Assoluto uitgebracht.
In april bracht ze Say It Right uit in Europa. De single was het meest succesvolle nummer van Furtado in haar hele carrière. Vervolgens werden ook Te Busqué, Do It en In God's Hands nog uitgebracht als single.
Van Loose werden wereldwijd meer dan acht miljoen exemplaren verkocht. Hiermee overtrof ze de 1,4 miljoen van Folklore en ook de verkoopcijfers van Whoa, Nelly. Hiervoor ontving ze op donderdag 1 november 2007 de "Album of the Year" Award.

### 2009: Spaanstalig album (Mi Plan)
In 2009 keerde Furtado terug in de Europese hitlijsten met Broken Strings, een samenwerking met de Britse zanger James Morrison van diens album Songs for You, Truths for Me. Het nummer bereikte de vijfde plek in de Nederlandse Top 40 en verbleef daar ruim vijf maanden, waarmee het Say It Right qua uithoudingsvermogen versloeg. Ook legde Furtado de laatste hand aan het vierde studioalbum, dat volledig Spaanstalig is. Manos al Aire werd als de eerste single van het album, dat de titel Mi Plan draagt, uitgebracht. Hierna volgen Más, Mi Plan (met Alex Cuba) en Bajo Otra Luz (met Julieta Venegas en La Mala Rodríguez).
Op de opening van de Olympische Spelen in 2010 in Vancouver zong zij samen met Bryan Adams het nummer Bang the drum.

### 2010–heden: vierde Engelstalige album (The Spirit Indestructible)
Eind 2009 werd bekendgemaakt dat Furtado bezig was met haar vierde Engelstalige album. Het duurde nog tot 19 juni 2012 tot het album The Spirit Indestructible uitkwam.
Eind 2010 bracht Furtado een album met muzikale hoogtepunten uit, met daarop drie nieuwe nummers: Stars, Girlfriend in the City en Night is Young. De laatste werd ook als single uitgebracht.
In september 2011 verscheen een documentaire met Furtado in Canada op tv. Nelly Furtado: The Road to Kisaruni vertelt over haar reis in Kenia voor haar werk met Free the Children.

## Discografie

### Albums
| Album met eventuele hitnotering(en) in de Nederlandse Album Top 100 | Datum van verschijnen | Datum van binnenkomst | Hoogste positie | Aantal weken | Opmerkingen   |
| ------------------------------------------------------------------- | --------------------- | --------------------- | --------------- | ------------ | ------------- |
| Whoa, Nelly!                                                        | 2001                  | 07-04-2001            | 10              | 44           | Goud          |
| Folklore                                                            | 2003                  | 27-12-2003            | 4               | 55           | Goud          |
| Loose                                                               | 2006                  | 17-06-2006            | 2               | 77           | Goud          |
| Mi Plan                                                             | 11-09-2009            | 19-09-2009            | 30              | 8            |               |
| The Best of Nelly Furtado                                           | 12-11-2010            | 20-11-2010            | 90              | 1            | Verzamelalbum |
| The Spirit Indestructible                                           | 19-06-2012            | 22-09-2012            | 41              | 2            |               |

| Album met hitnotering(en) in de Vlaamse Ultratop 200 albums | Datum van verschijnen | Datum van binnenkomst | Hoogste positie | Aantal weken | Opmerkingen   |
| ----------------------------------------------------------- | --------------------- | --------------------- | --------------- | ------------ | ------------- |
| Whoa, Nelly!                                                | 2001                  | 11-08-2001            | 20              | 17           |               |
| Folklore                                                    | 2003                  | 07-02-2004            | 12              | 32           |               |
| Loose                                                       | 2006                  | 24-06-2006            | 1(2wk)          | 280*         | 2x Platina    |
| Mi Plan                                                     | 2009                  | 19-09-2009            | 27              | 5            |               |
| The Best of Nelly Furtado                                   | 2010                  | 27-11-2010            | 55              | 11           | Verzamelalbum |
| The Spirit Indestructible                                   | 2012                  | 22-09-2012            | 79              | 5            |               |

### Singles
| Single met eventuele hitnotering(en) in de Nederlandse Top 40 | Datum van verschijnen | Datum van binnenkomst | Hoogste positie | Aantal weken | Opmerkingen                                                    |
| ------------------------------------------------------------- | --------------------- | --------------------- | --------------- | ------------ | -------------------------------------------------------------- |
| I'm Like a Bird                                               | 2000                  | 03-03-2001            | 4               | 15           | Nr. 8 in de Single Top 100 / Alarmschijf                       |
| Turn Off the Light                                            | 2001                  | 21-07-2001            | 7               | 14           | Nr. 10 in de Single Top 100                                    |
| ... on the Radio (Remember the Days)                          | 2001                  | 12-01-2002            | 7               | 9            | Nr. 23 in de Single Top 100 / Alarmschijf                      |
| Hey, Man!                                                     | 2002                  | 08-06-2002            | tip14           | -            | Nr. 87 in de Single Top 100                                    |
| Powerless (Say What You Want)                                 | 2003                  | 20-12-2003            | 5               | 18           | Nr. 6 in de Single Top 100                                     |
| Try                                                           | 2004                  | 27-03-2004            | 10              | 15           | Nr. 21 in de Single Top 100 / Alarmschijf                      |
| Força                                                         | 14-06-2004            | 19-06-2004            | 3               | 13           | Nr. 4 in de Single Top 100 / Alarmschijf                       |
| Explode                                                       | 08-10-2004            | 09-10-2004            | 13              | 7            | Nr. 36 in de Single Top 100 / Alarmschijf                      |
| Maneater                                                      | 26-05-2006            | 03-06-2006            | 10              | 12           | Nr. 11 in de Single Top 100                                    |
| Promiscuous                                                   | 01-09-2006            | 09-09-2006            | 9               | 13           | met Timbaland / Nr. 13 in de Single Top 100 / Alarmschijf      |
| All Good Things (Come to an End)                              | 01-12-2006            | 16-12-2006            | 1(2wk)          | 18           | Nr. 1 in de Single Top 100 / Alarmschijf                       |
| Say It Right                                                  | 02-03-2006            | 07-04-2007            | 2               | 20           | Nr. 2 in de Single Top 100 / Alarmschijf                       |
| Give It to Me                                                 | 06-04-2007            | 21-04-2007            | 7               | 11           | met Timbaland & Justin Timberlake / Nr. 8 in de Single Top 100 |
| Te Busqué                                                     | 2007                  | 07-07-2007            | 4               | 13           | met Juanes / Nr. 11 in de Single Top 100 / Alarmschijf         |
| Do It                                                         | 2007                  | 22-09-2007            | 16              | 10           | met Missy Elliott / Nr. 31 in de Single Top 100 /Alarmschijf   |
| In God's Hands                                                | 23-11-2007            | 22-12-2007            | 15              | 10           | Nr. 33 in de Single Top 100 / Alarmschijf                      |
| Broken Strings                                                | 12-12-2008            | 20-12-2008            | 5               | 21           | met James Morrison / Nr. 7 in de Single Top 100 / Alarmschijf  |
| Manos al Aire                                                 | 29-06-2009            | 01-08-2009            | tip8            | -            | Nr. 92 in de Single Top 100                                    |
| Morning After Dark                                            | 26-10-2009            | 05-12-2009            | 21              | 9            | met Timbaland & SoShy / Nr. 17 in de Single Top 100            |
| Who Wants to Be Alone                                         | 01-02-2010            | 13-03-2010            | 17              | 11           | met Tiësto / Nr. 34 in de Single Top 100                       |
| Hot-n-Fun                                                     | 05-07-2010            | -                     |                 |              | met N.E.R.D. / Nr. 88 in de Single Top 100                     |
| Night is Young                                                | 11-10-2010            | 06-11-2010            | 33              | 4            |                                                                |
| Is Anybody Out There                                          | 12-03-2012            | 14-04-2012            | 15              | 10           | met K'naan / Nr. 25 in de Single Top 100 / Alarmschijf         |
| Big Hoops (Bigger the Better)                                 | 23-04-2012            | 12-05-2012            | 26              | 4            | Nr. 46 in de Single Top 100 / Alarmschijf                      |
| Spirit Indestructible                                         | 02-07-2012            | 28-07-2012            | tip20           | -            |                                                                |

| Single met hitnotering(en) in de Vlaamse Ultratop 50 | Datum van verschijnen | Datum van binnenkomst | Hoogste positie | Aantal weken | Opmerkingen                                     |
| ---------------------------------------------------- | --------------------- | --------------------- | --------------- | ------------ | ----------------------------------------------- |
| I'm Like a Bird                                      | 2001                  | 07-04-2001            | 16              | 11           | Nr. 5 in de Radio 2 Top 30                      |
| Turn Off the Light                                   | 2001                  | 08-09-2001            | 13              | 11           | Nr. 8 in de Radio 2 Top 30                      |
| ...on the Radio (Remember the Days)                  | 2002                  | 16-02-2002            | 38              | 3            |                                                 |
| Powerless (Say What You Want)                        | 2003                  | 29-11-2003            | tip2            | -            |                                                 |
| Força                                                | 2004                  | 17-07-2004            | 14              | 13           | Nr. 12 in de Radio 2 Top 30                     |
| Explode                                              | 2004                  | 16-10-2004            | tip6            | -            |                                                 |
| Maneater                                             | 2006                  | 17-06-2006            | 9               | 15           | Goud                                            |
| Promiscuous                                          | 2006                  | 23-09-2006            | 6               | 19           | met Timbaland / Goud                            |
| All Good Things (Come to an End)                     | 2006                  | 23-12-2006            | 1(3wk)          | 29           | Nr. 3 in de Radio 2 Top 30 / Goud               |
| Give It to Me                                        | 2007                  | 21-04-2007            | 4               | 24           | met Timbaland & Justin Timberlake               |
| Say It Right                                         | 2007                  | 28-04-2007            | 5               | 25           | Nr. 4 in de Radio 2 Top 30 / Goud               |
| Do It                                                | 2007                  | 29-09-2007            | 35              | 3            | met Missy Elliott / Nr. 22 in de Radio 2 Top 30 |
| In God's Hands                                       | 2007                  | 22-12-2007            | tip9            | -            |                                                 |
| Broken Strings                                       | 2008                  | 24-01-2009            | 12              | 18           | met James Morrison / Nr. 7 in de Radio 2 Top 30 |
| Manos al aire                                        | 2009                  | 18-07-2009            | tip5            | -            |                                                 |
| Jump                                                 | 2009                  | 29-08-2009            | tip8            | -            | met Flo Rida                                    |
| Morning After Dark                                   | 2009                  | 16-01-2010            | 23              | 10           | met Timbaland & SoShy                           |
| Hot-n-Fun                                            | 2010                  | 21-08-2010            | 23              | 8            | met N.E.R.D.                                    |
| Who Wants to Be Alone                                | 2010                  | 18-09-2010            | 39              | 1            | met Tiësto                                      |
| Night Is Young                                       | 2010                  | 23-10-2010            | tip10           | -            |                                                 |
| Is Anybody Out There?                                | 2012                  | 31-03-2012            | tip10           | -            | met K'naan                                      |
| Big Hoops (Bigger the Better)                        | 2012                  | 21-04-2012            | tip5            | -            |                                                 |
| Spirit Indestructible                                | 2012                  | 01-09-2012            | tip75           | -            |                                                 |
| Waiting for the Night                                | 2013                  | 26-01-2013            | tip61           | -            |                                                 |

### NPO Radio 2 Top 2000
| Nummers met noteringen in de NPO Radio 2 Top 2000 | '07 | '08 | '09  | '10  | '11  | '12  | '13  |
| ------------------------------------------------- | --- | --- | ---- | ---- | ---- | ---- | ---- |
| All Good Things (Come to an End)                  | 979 | -   | 1745 | 1986 | -    | -    | -    |
| Broken Strings (met James Morrison)               | ×   | -   | 1652 | 1959 | 1641 | 1601 | 1942 |

1. ↑  Een '-' betekent dat het nummer niet was genoteerd, een '×' betekent dat het nummer nog niet was uitgebracht en een vetgedrukt getal geeft de hoogste notering van een nummer aan.
2. ↑  2007 was het eerste jaar met een notering voor Nelly Furtado.
3. ↑  Deze tabel is bijgewerkt tot en met de meest recente editie (2024).

### Dvd's
| Dvd's met hitnoteringen in de Nederlandse Music Top 30 | Datum van verschijnen | Datum van binnenkomst | Hoogste positie | Aantal weken | Opmerkingen |
| ------------------------------------------------------ | --------------------- | --------------------- | --------------- | ------------ | ----------- |
| Loose - The Concert                                    | 2007                  | 01-12-2007            | 14              | 14           |             |

- Bibsys: 2104476
- Bibliothèque nationale de France: cb14041997g (data)
- Gemeinsame Normdatei: 135207541
- International Standard Name Identifier: 0000 0003 7431 1138
- Library of Congress Control Number: no2002006842
- MusicBrainz: 13655113-cd16-4b43-9dca-cadbbf26ee05
- Nationale Bibliotheek van Tsjechië: js20060804032
- Nationale Bibliotheek van Israël: 987007333137605171
- Nationale Bibliotheek van Polen: a0000003734363
- Nederlandse Thesaurus van Auteursnamen: 238519430
- Istituto Centrale per il Catalogo Unico: UBOV575931
- Système universitaire de documentation: 161777074
- Trove: 1476653
- Virtual International Authority File: 84252722
- WorldCat: E39PBJhmKtjdGBgdyyBhxq4g8C